# Landtagswahl (Vorarlberg)

Vorarlberger Landeswappen

Im österreichischen Bundesland Vorarlberg finden alle fünf Jahre Wahlen zum Landtag statt. Geregelt wird die Wahl durch das Gesetz über das Verfahren bei Wahlen zum Landtag, kurz Landtagswahlgesetz.

## Lokale Ermittlung

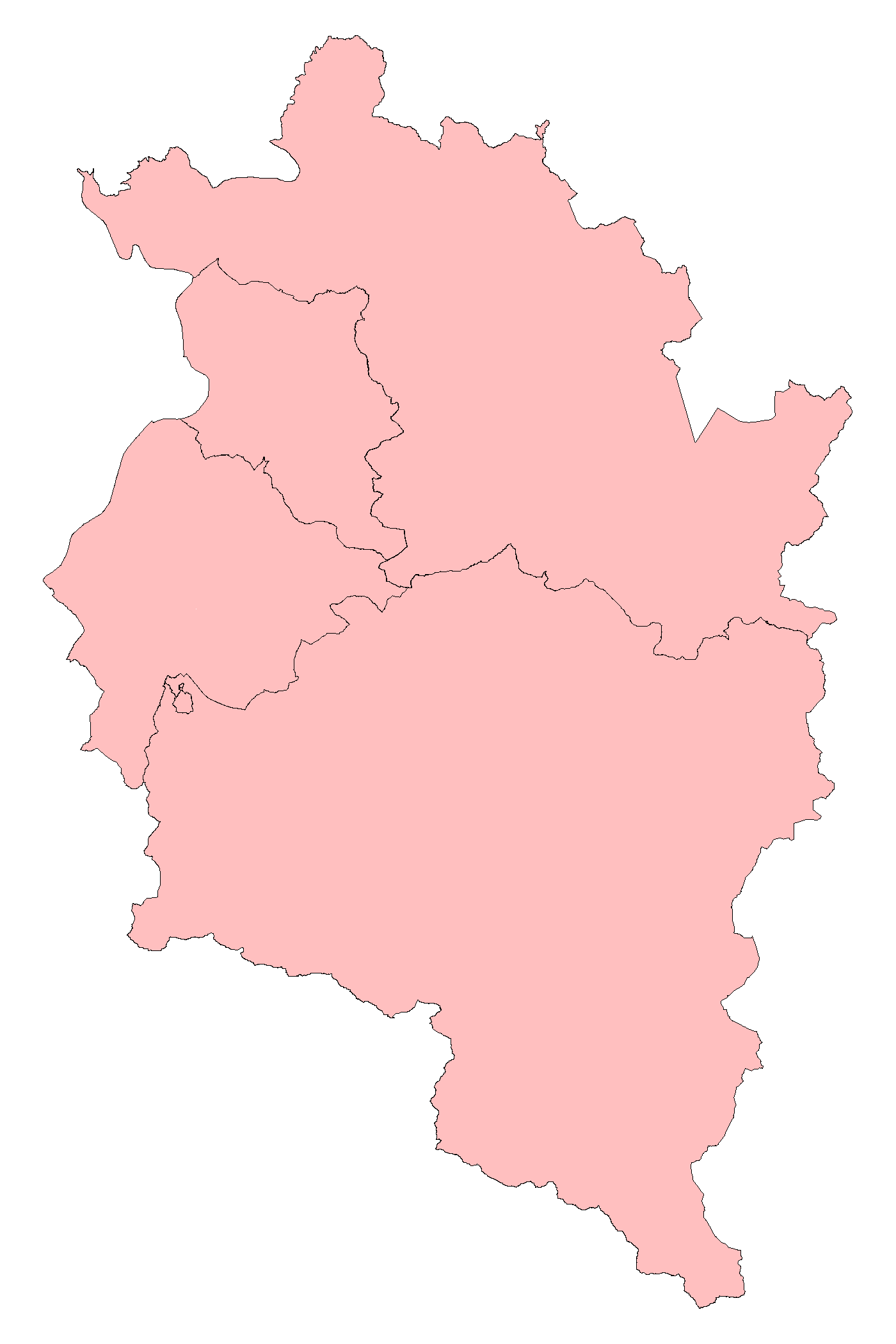
Die 4 Wahlkreise in Vorarlberg (deckungsgleich mit den Verwaltungsbezirken).

### Wahlbezirke
Bei den Wahlen zum Vorarlberger Landtag bildet jeder Politische Bezirk einen Wahlbezirk. Das Landesgebiet gliedert sich also in die vier Wahlbezirke Bludenz, Bregenz, Dornbirn und Feldkirch. Nach jeder Volkszählung wird die Zahl der Landesbürger – nicht die der Wahlberechtigten – durch die Zahl der zu vergebenden Landtagsmandate (36) geteilt. Das Ergebnis bildet die sogenannte Verhältniszahl. Schließlich wird die Zahl der in einem Wahlkreis lebenden Landesbürger durch die Verhältniszahl dividiert um die, dem Wahlkreis zustehenden, Mandate zu ermitteln. Die übrig gebliebenen Mandate werden unter Berücksichtigung der Größe der Nachkommastellen an die Wahlkreise vergeben. Sind die Dezimalstellen bei zwei oder mehreren Wahlkreisen identisch, entscheidet das Los. Wird nach einer Volkszählung eine Neuverteilung der Mandate notwendig, ist diese von der Landesregierung durch Verordnung zu regeln.

### Wahlsprengel
Jede Gemeinde bildet mindestens einen Wahlsprengel; in Gemeinden mit mehr als tausend Bürgern können zudem weitere Sprengel eingerichtet werden. Für Personen, die sich am Wahltag in Heil- oder Pflegeanstalten befinden, werden spezielle Wahlsprengel eingerichtet. Die Einteilung der Wahlsprengel hat die Gemeindewahlbehörde zu regeln, bei mehreren Wahlsprengeln ist in zumindest einem Sprengel die Stimmabgabe mit Wahlkarten zu ermöglichen.

## Wahlbehörden

### Gliederung
Das Landtagswahlgesetz bestimmt in § 7 Abs. 1, dass "zur Durchführung und Leitung der Wahlen […] Wahlbehörden zu bestellen" sind. Die Wahlbehörden bestehen aus einem Vorsitzenden, seinem Stellvertreter und den Beisitzern. Nur jene Personen, die in dem Gebiet, für das die Wahlbehörde bestellt wird (Sprengel, Gemeinde, Bezirk, Land) wahlberechtigt sind, dürfen in die Wahlbehörde berufen werden. Vorsitzender der Gemeindewahlbehörde ist der Bürgermeister (oder ein von ihm bestimmter Stellvertreter), er bestimmt seinen Stellvertreter und die Beisitzer, sowie die Vorsitzenden, die Stellvertreter und die Beisitzer der Sprengelwahlbehörden in seinem Gemeindegebiet. Die Bezirkswahlbehörden bestehen aus dem Bezirkshauptmann (oder einem von ihm bestimmten Stellvertreter) als Vorsitzendem und neun Beisitzern. Die Landeswahlbehörde besteht aus dem Landeshauptmann (oder einem von ihm bestimmten Stellvertreter), einem Richter und neun weiteren Beisitzern.

### Bestellung
Die Wahlbehörden sind spätestens acht Wochen nach dem Stichtag zu bestellen und bleiben bis zur Neubestellung nach der Ausschreibung der folgenden Wahl zum Landtag im Amt. Die Landesregierung hat den Richter und dessen Ersatzmitglied nach Anhörung des Präsidenten des Landesgerichtes Feldkirch aus dem Kreis der Richter des Sprengels des Landesgerichtes Feldkirch zu berufen. Die weiteren Beisitzer und Ersatzmitglieder der Wahlbehörden sind aufgrund der Vorschläge der im Landtag vertretenen Parteien nach der Zahl der bei der letzten Wahl zum Landtag für diese Parteien abgegebenen Stimmen zu berufen. Dabei sind der Berufung von Beisitzern und Ersatzmitgliedern in die Landeswahlbehörde die Stimmenverhältnisse im ganzen Land, in Bezirkswahlbehörden die Stimmenverhältnisse in den betreffenden Wahlbezirken und in Gemeinde- und Sprengelwahlbehörden die Stimmenverhältnisse in den betreffenden Gemeinden zugrunde zu legen.
Die Beisitzer der Landeswahlbehörde hat die Landesregierung, die Beisitzer der Bezirkswahlbehörden die Landeswahlbehörde zu berufen. Die Beisitzer der Gemeinde- und Sprengelwahlbehörden sind von den Bezirkswahlbehörden zu berufen. Die Namen der Mitglieder der 
Landeswahlbehörde und der Bezirkswahlbehörden sind im Amtsblatt für das Land Vorarlberg, die Namen der Mitglieder der Gemeinde- und Sprengelwahlbehörden durch Anschlag an der Amtstafel der betreffenden Gemeinden kundzumachen.

## Wahlrecht und Wählbarkeit
§ 5 Abs. 1 des Landtagswahlgesetzes bestimmt über das gleiche und persönliche Wahlrecht:
"Jeder Wahlberechtigte hat nur eine Stimme. Er kann Wahlwerbern
jener Partei, die er wählt, bis zu drei Vorzugsstimmen geben. Das
Wahlrecht ist […] persönlich auszuüben."
Zum Landtag wahlberechtigt ist, wer am Stichtag der Wahl Landesbürger ist, vom Wahlrecht nicht ausgeschlossen ist und spätestens am Wahltag das 16. Lebensjahr vollendet hat. Landesbürger ist, wer österreichischer Staatsbürger ist und am Stichtag seinen ordentlichen Wohnsitz im Landesgebiet hatte. Wählbar ist jeder Wahlberechtigte, der spätestens am Wahltag das 18. Lebensjahr vollendet hat.

## Abstimmungs- und Ermittlungsverfahren
Die Bezirkswahlbehörden leiten die Wahlkarten entsprechend an die anderen Bezirkswahlbehörden weiter und ermittelt zunächst die Zahl der abgegebenen gültigen und ungültigen Stimmen sowie die Vorzugsstimmen.

### Erstes Ermittlungsverfahren
Schließlich sind die im Wahlbezirk zu vergebenden Mandate von der Bezirkswahlbehörde mit Hilfe der Wahlzahl auf die Parteien zu verteilen (erstes Ermittlungsverfahren). Die Wahlzahl wird gefunden, indem die Gesamtsumme der für den Wahlbezirk abgegebenen gültigen Stimmen durch die um eins vermehrte Zahl der dem Wahlbezirk zufallenden Mandate geteilt wird. Die so gewonnene und in jedem Fall auf die nächstfolgende ganze Zahl zu erhöhende Zahl ist die Wahlzahl. Dann erhält jede Partei so viele Mandate, wie die Wahlzahl in ihrer Parteisumme enthalten ist. Es handelt sich bei dieser Form der Verteilung um das Hagenbach-Bischoff-Verfahren.

### Zweites Ermittlungsverfahren
"Mandate, die bei dieser Verteilung innerhalb des Wahlbezirkes nicht vergeben werden können (Restmandate), sowie Parteistimmen, 
deren Zahl für die Zuteilung eines oder eines weiteren Mandates nicht ausreichen (Reststimmen), sind im zweiten Ermittlungsverfahren 
zu berücksichtigen" (§56 Abs. 3 Landtagswahlgesetz). Die auf eine Partei entfallenden Mandate sind den Wahlwerbern dieser Partei der 
Reihenfolge der Größe der von ihnen erreichten Wahlpunktezahlen zuzuweisen. Ein Wahlwerber, dem nicht bereits nach dieser Bestimmung ein Mandat zugewiesen wurde, erhält dann ein Mandat (Vorzugsstimmenmandat), wenn die Zahl seiner Vorzugsstimmen größer ist als die der anderen Wahlwerber seiner Partei und mindestens so groß ist als wenn ihm 12 % der Wähler zwei Vorzugsstimmen gegeben hätten.